# Rhododendron scabridibracteum
Rhododendron scabridibracteum är en ljungväxtart som beskrevs av Herman Otto Sleumer. Rhododendron scabridibracteum ingår i släktet rododendron, och familjen ljungväxter. Inga underarter finns listade i Catalogue of Life.